# 唐纳德·布莱辛
唐纳德·布莱辛（英語：Donald Blessing，1905年12月26日—2000年7月4日），美国男子赛艇运动员。他曾代表美国参加1928年夏季奥林匹克运动会赛艇比赛，获得男子八人单桨有舵手金牌。